# 2 Pistols
2 Pistols (bürgerlich Jeremy Lemont Saunders; * 11. Juni 1983 in Tarpon Springs, Florida) ist ein US-amerikanischer Rapper.

## Leben
2 Pistols erlangte seinen ersten Erfolg, als er in der High School war und einen Song namens Dirty Foot in der Umgebung bekannt machte. Bei lokalen Auftritten merkte er, dass er dem Geschäft noch nicht gewachsen war.
Als er begann, Gigs und Konzerte von einigen R&B-Sängern wie T-Pain und Lil Boosie in der Gegend von Tampa mit zu organisieren, schloss er Kontakt zu wichtigen Personen. Diese ermöglichten ihm einen Vertrag bei Universal. 2008 brachte 2 Pistols die erste Single zusammen mit T-Pain und Tay Dizm heraus, She Got It, welche in den Billboard Hot Rap Tracks Platz 2 erreichte.
Sein Debütalbum Death Before Dishonor erschien im Juni 2008 und enthält Lieder mit T-Pain sowie Ray J.
Am 4. Februar 2014 erschien sein zweites Studioalbum, Comin Back Hard, unter dem Label Stage One Music, mit Gastbeiträgen von Jim Jones, French Montana sowie Juicy J.

## Diskografie

### Alben
- 2008: Death Before Dishonor
- 2014: Comin Back Hard

### Singles
- 2008: She Got It (feat. T-Pain & Tay Dizm)
- 2008: You Know Me (feat. Ray J)
- 2009: Lights Low (feat. C-Ride & Young Joe)
- 2010: Go (feat. Lil Wayne, Hunt, Kardinal Offishal & J-So)
- 2010: It’s a Celebration
- 2013: Know That (feat. French Montana)